# Mewasseret Zion
Mewasseret Zion (hebräisch מְבַשֶּׂרֶת צִיּוֹן Məvasseret Zijjōn, deutsch ‚Freudenbotin Zion‘,) ist ein Vorort von Jerusalem im Judäischen Bergland in Israel. Es ist etwa 10 km von Jerusalem entfernt. Gegründet wurde es aus dem Zusammenschluss von zwei Orten – Maoz Zion und Mewaseret Yerushalayim – zu einer Gemeindeverwaltung.
Mewasseret Zion liegt auf einer Gebirgskante auf 750 m Höhe. Sie liegt auf beiden Seiten der Haupt-Nationalstraße 1 von Jerusalem nach Tel Aviv.

## Geschichte
Wegen seiner strategisch bedeutenden Lage war das Gebiet des heutigen Mevaseret Zion bereits im Altertum besiedelt. Von verschiedenen Historikern wird diese Gegend mit dem biblischen Efron (z. B. Josua 15,9) identifiziert, einen Grenzort auf dem Gebiet des Stammes Juda.
Die Römer errichtete ein befestigtes Militärlager, das als Castellum bezeichnet wurde. Von hier aus ließ sich die Straße nach Jerusalem kontrollieren.
Auf den Ruinen dieses Kastells errichteten die Kreuzfahrer die Burg Castellum Belveer, deren Reste noch heute zu sehen sind. Ein arabisches Dorf, Coloniya, entstand später um die Burg herum. Das Haus der Muhktars wurde auf den Ruinen der Kreuzfahrerburg errichtet.
Erst gegen Ende der britischen Mandatszeit in Palästina gewann der Hügel wieder an Bedeutung. Als nach dem UN-Teilungsbeschluss für Palästina im November 1947 die Feindseligkeiten zwischen Arabern und Juden zunahmen, wurde die Straße nach Jerusalem von arabischen Freischärlern für die Versorgungskonvois für den belagerten jüdischen Teil Jerusalems blockiert. Dabei hatte das arabische Dorf und die Reste der Kreuzfahrerburg große strategische Bedeutung.
Im Zusammenhang mit der Operation Nachschon fanden zwischen dem 2. April 1948 und dem 9. April 1948 blutige Kämpfe um den Ort statt, in denen letztendlich die israelischen Streitkräfte der Hagana und des Palmach siegreich blieben. Dies war die erste jüdische militärische Gebietseroberung im Israelischen Unabhängigkeitskrieg.
Die arabischen Einwohner flohen vor den Kämpfen.
Auf dem Gebiet des ehemaligen Dorfes wurde 1951 der Ort Ma'oz Zion gegründet, in dem sich Neueinwanderer aus dem Irak, Kurdistan, Nordafrika und dem Iran ansiedelten.
Mevaseret Yerushalayim wurde östlich von Ma'oz Zion im Jahr 1956 von jüdischen Einwanderern aus Nordafrika gegründet.
1963 bildeten Ma'oz Zion und Mevaseret eine gemeinsame Gemeindeverwaltung. Der neue gemeinsame Name Mewasseret Zion geht auf Jesaja (Jes 40,9 ) zurück.
In der folgenden Zeit zogen viele Einwohner Jerusalems auf der Suche nach größerem Wohnraum oder der ruhigeren Vorstadtatmosphäre nach Mewasseret Zion. Auch die Botschaften von Paraguay und Bolivien hatten hier damals ihren Sitz.
1995 eröffnete das weltweit erste koschere McDonald’s-Restaurant.

## Einwohner
Das israelische Zentralbüro für Statistik gibt bei den Volkszählungen vom 22. Mai 1961, 19. Mai 1972, 4. Juni 1983, 4. November 1995 und vom 28. Dezember 2008 für die Regionalverwaltung folgende Einwohnerzahlen an:

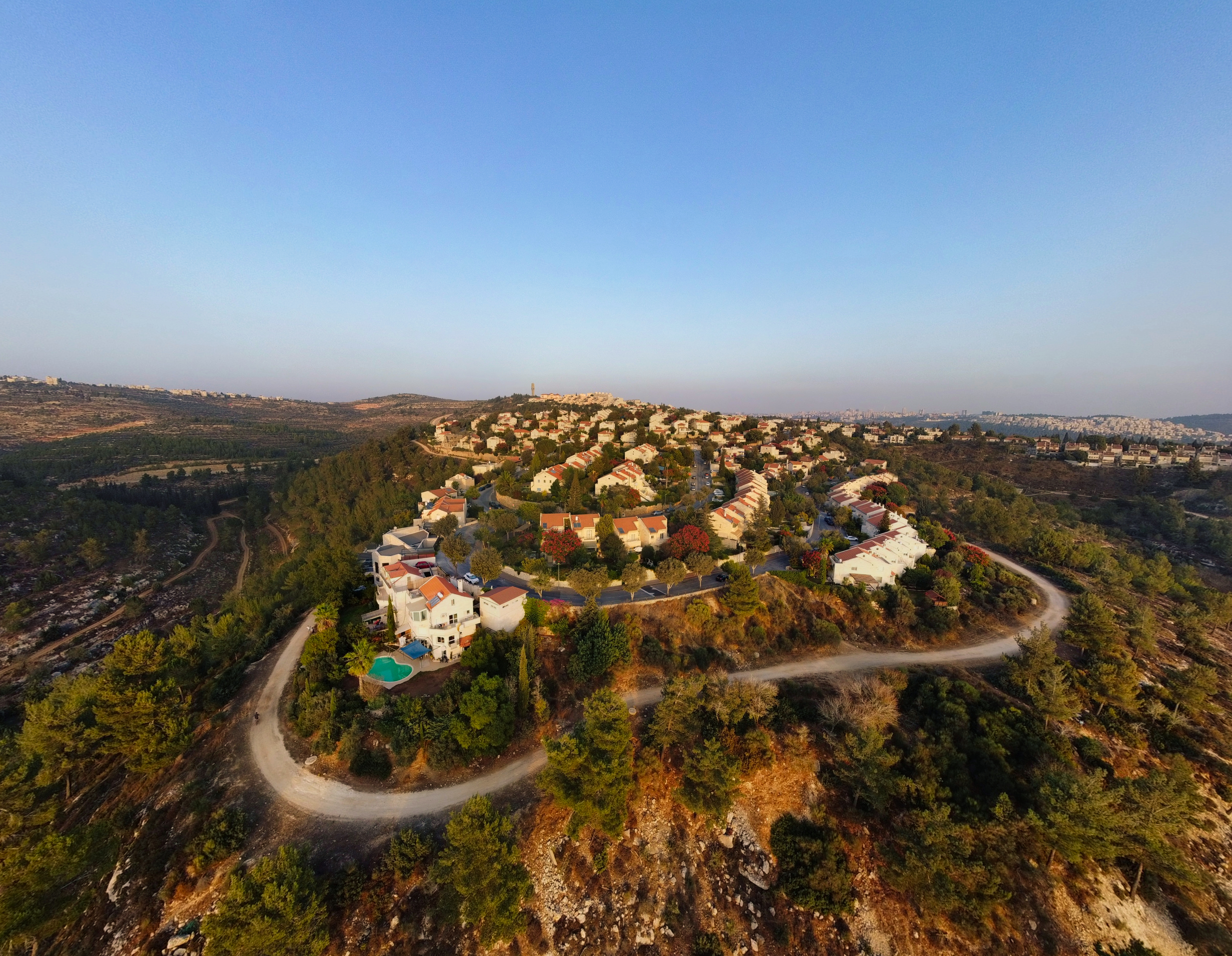
Mevasseret Zion Nachbarschaft

| Jahr der Volkszählung | 1961  | 1972  | 1983  | 1995   | 2008   |
| Anzahl der Einwohner  | 3.911 | 4.694 | 8.074 | 16.592 | 23.650 |

## Bürgermeister
- Dani Azriel[5]
- Yoram Shimon

## Persönlichkeiten
- Itamar Ben-Gvir (* 1976), rechtsextremer Politiker und Rechtsanwalt

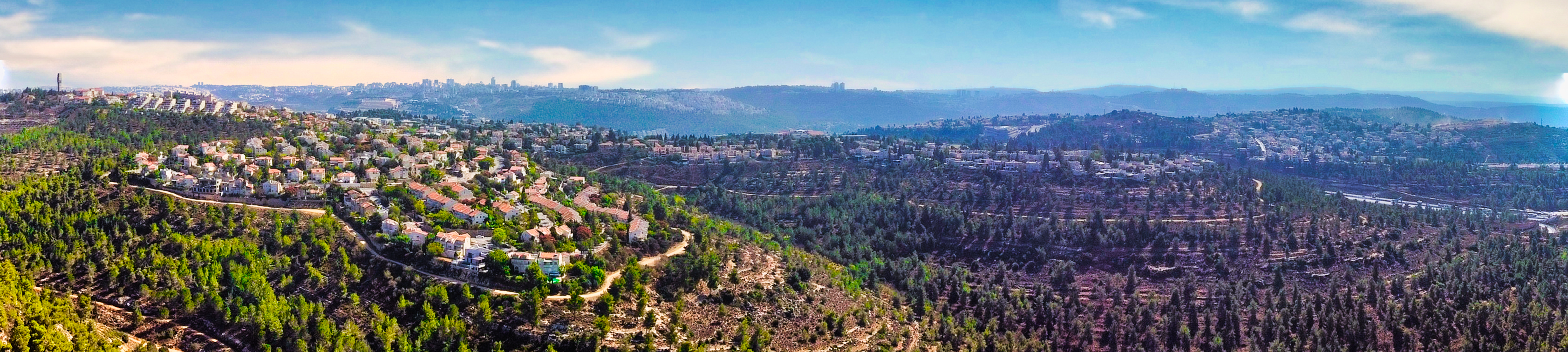

## Städtepartnerschaften
- Sankt Augustin, Nordrhein-Westfalen, Deutschland seit 2001
- White Plains, New York, Vereinigte Staaten seit 2004
- Épinay-sur-Seine, Île-de-France, Frankreich seit 2013